# Pinacoteca Metropolitana di Bari

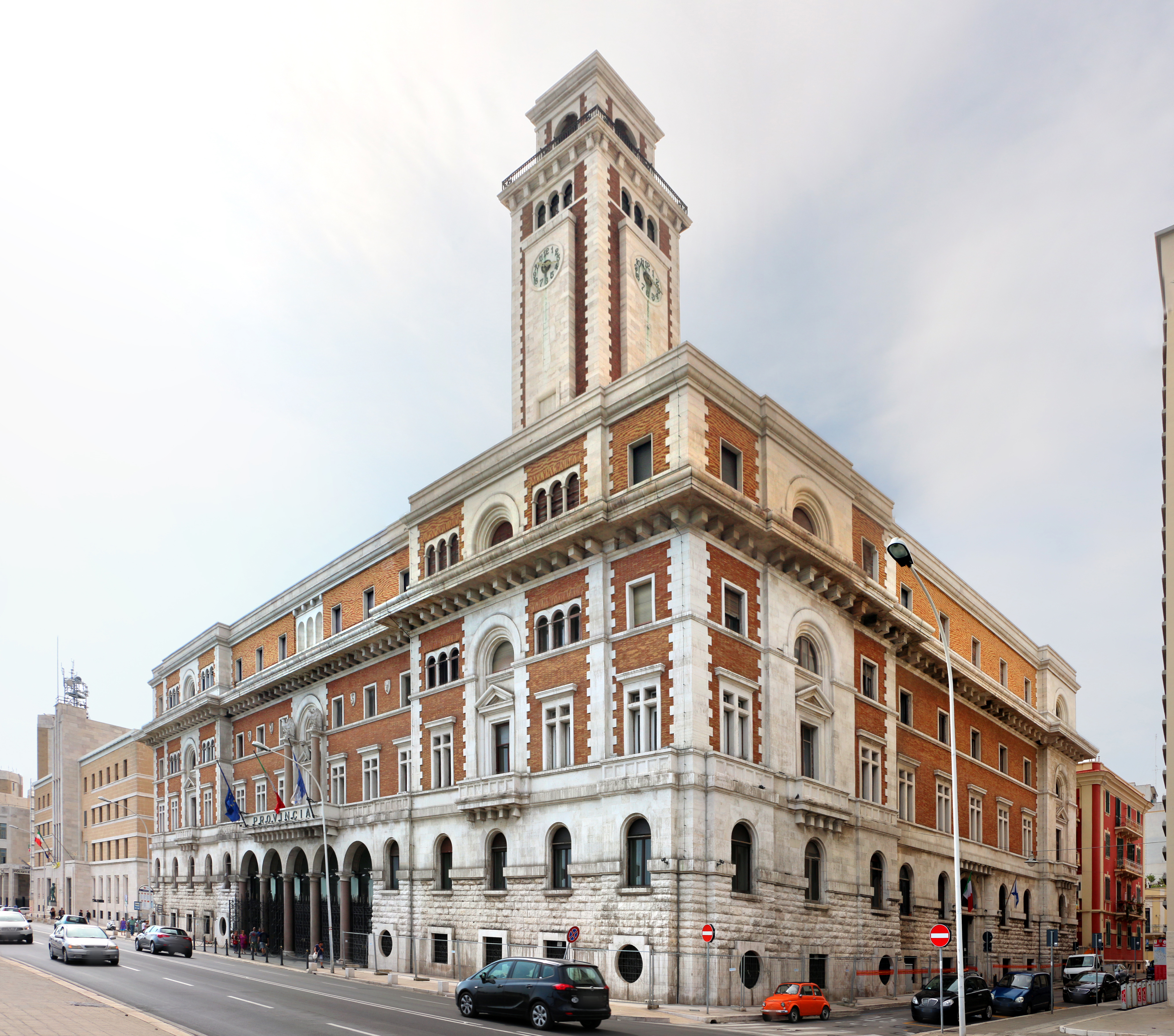
Palazzo della Provincia, Sitz der Pinacoteca Metropolitana di Bari

Die Pinacoteca metropolitana di Bari „Corrado Giaquinto“ ist eine italienische Gemäldegalerie in Bari, Apulien.

## Gebäude
Das Museum zog kurz nach seiner Gründung am 12. August 1928 in den Palast der Provinz, einen repräsentativen Bau direkt an der Strandpromenade, erbaut im Jahre 1936 von Luigi Baffa in einem venetianisch inspirierten Neorenaissancestil.

## Sammlung
Der Rundgang ist auf etwa 20 Säle verteilt, die Epochen der italienischen und insbesondere apulischen Kunst des 11. bis 19. Jahrhunderts beherbergen.
Die Räume sind aufgeteilt in:

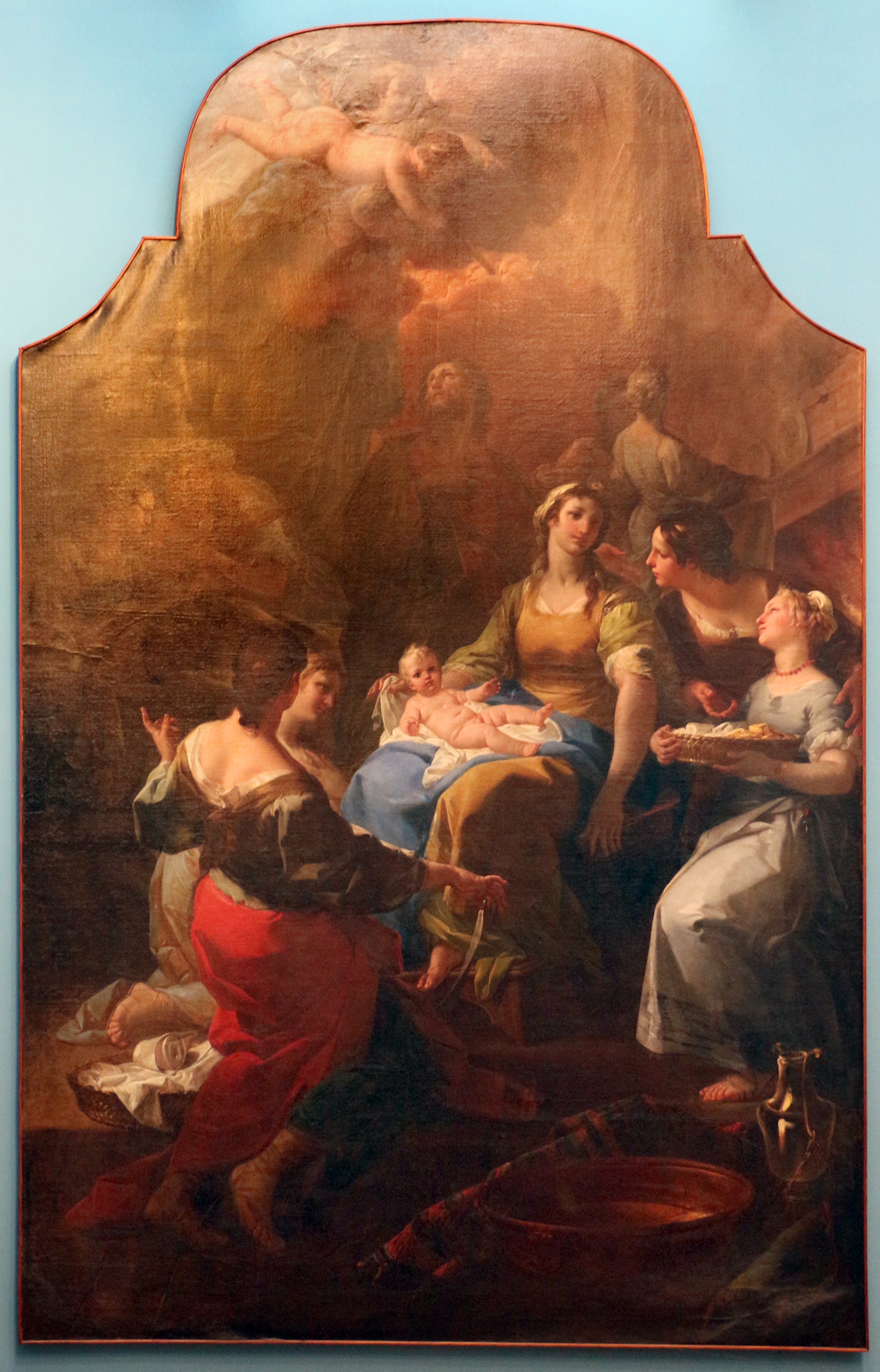
Geburt Johannes' des Täufers vom Namenspatron des Museums, Corrado Giaquinto

- Mittelalter mit Ikonen, Skulpturen und anderen meist sakralen Gemälden des Mittelalters,

- Venetianische Abteilung mit Gemälden der Venezianischen Schule, teilweise aus den Hauptkirchen Apuliens, darunter Werke von Antonio und Bartolomeo Vivarini, Jacopo Tintoretto, Giovanni Bellini, Paris Bordon, Paolo Veronese, Jacopo Palma der Jüngere
- Apulische Abteilung mit erhaltenen Fresken aus Kirchen und Klöstern sowie Gemälden apulischer Künstler der Renaissance wie Andrea Bordone und Costantino da Monopoli
- Barock (Neapolitanischen Schule) mit Werken v. a. des Neapolitanischen Barock (Massimo Stanzione, Ottavio Vannini, Paolo Domenico Finoglio, Pacecco de Rosa, Matthias Stomer, Domenico Gargiulo, Guercino, Luca Giordano, Andrea Vaccaro, Nicola Malinconico, Giuseppe Bonito, Francesco de Mura, Oronzo Tiso, Paolo De Matteis)
- Galerie Giaquinto, mit einer großen Sammlung von Gemälden des namensgebenden apulischen Künstlers
- Abteilungen des 19. und 20. Jahrhunderts mit Werken italienischer Malerei dieser Jahrhunderte wie Giovanni Boldini, Giuseppe de Nittis, Giovanni Fattori, Giuseppe Amisani, Giorgio de Chirico und Giorgio Morandi.

Das Museum konnte einige Privatsammlungen akquirieren, darunter die Sammlung Grieco mit 50 Gemälden von Pellizza da Volpedo, Carlo Carrá, Giorgio De Chirico, Giovanni Boldini und anderen bedeutenden italienischen Malern des 19. und 20. Jahrhunderts. Zudem gibt es historische und kunsthandwerkliche Stücke sowie Wechselausstellungen.

## Galerie

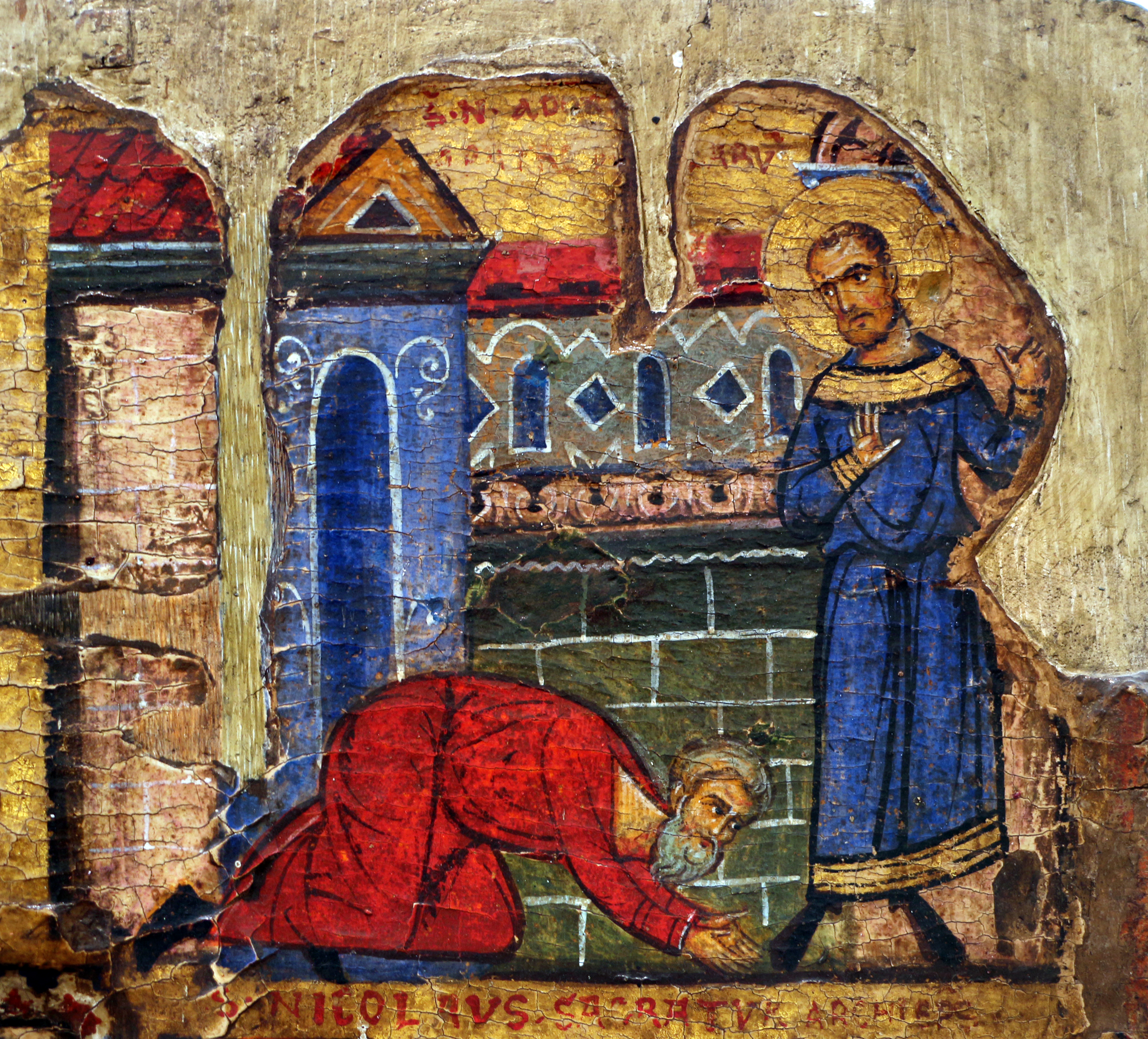
Hl. Nikolaus huldigt dem Bischof von Mira, Apulien, 13. Jhd.
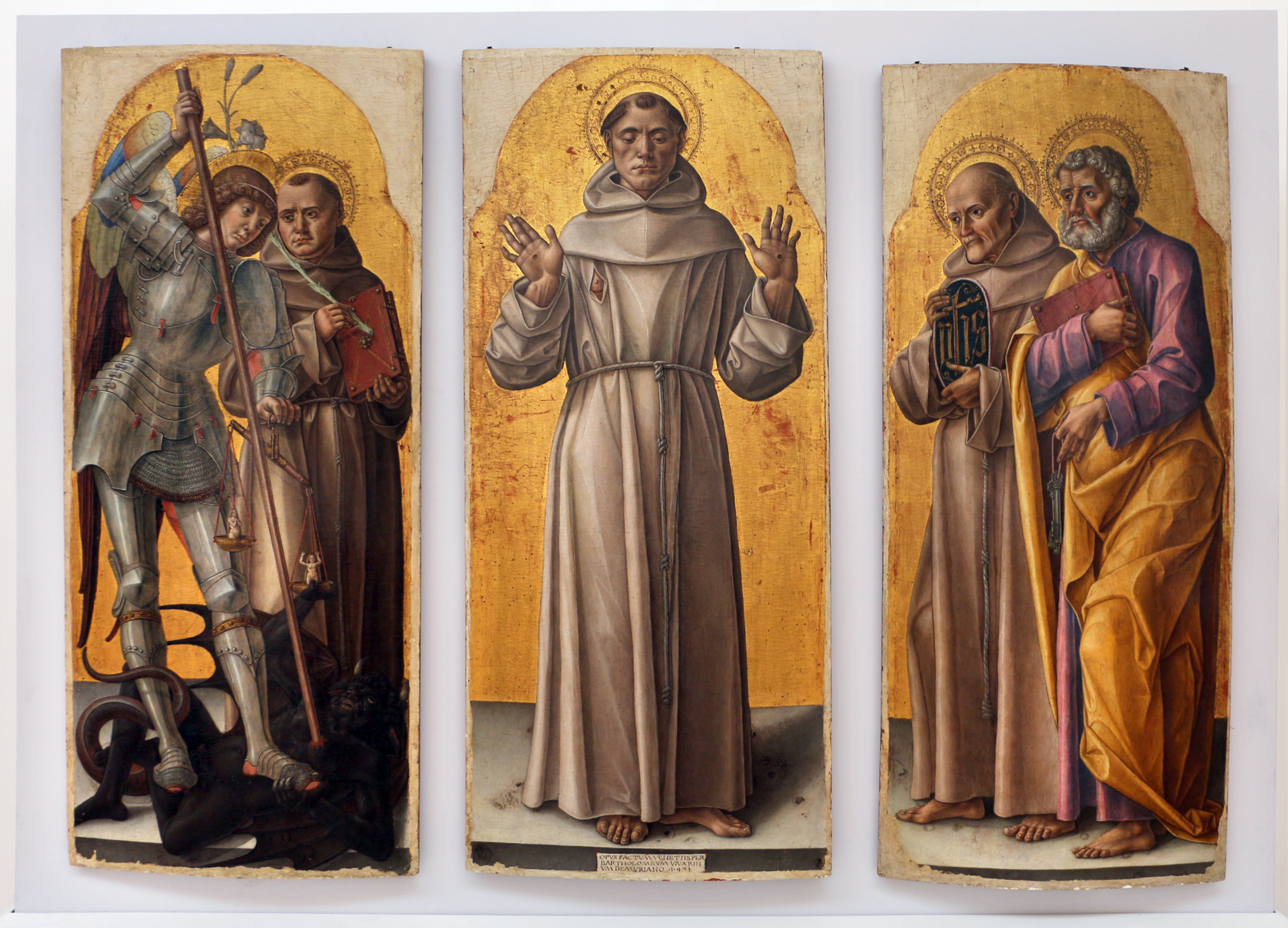
Triptychon, Bartolomeo Vivarini
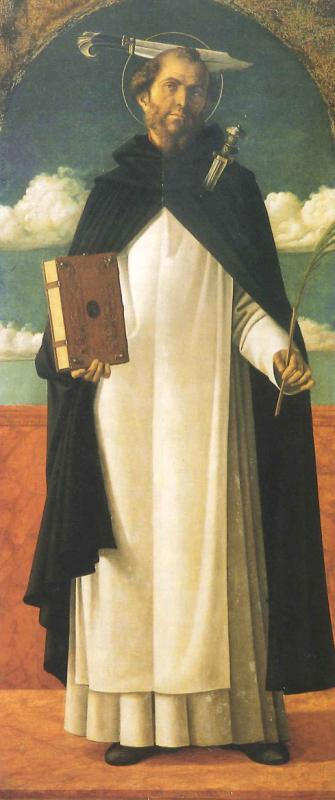
Martyrium des Hl. Petrus, Giovanni Bellini
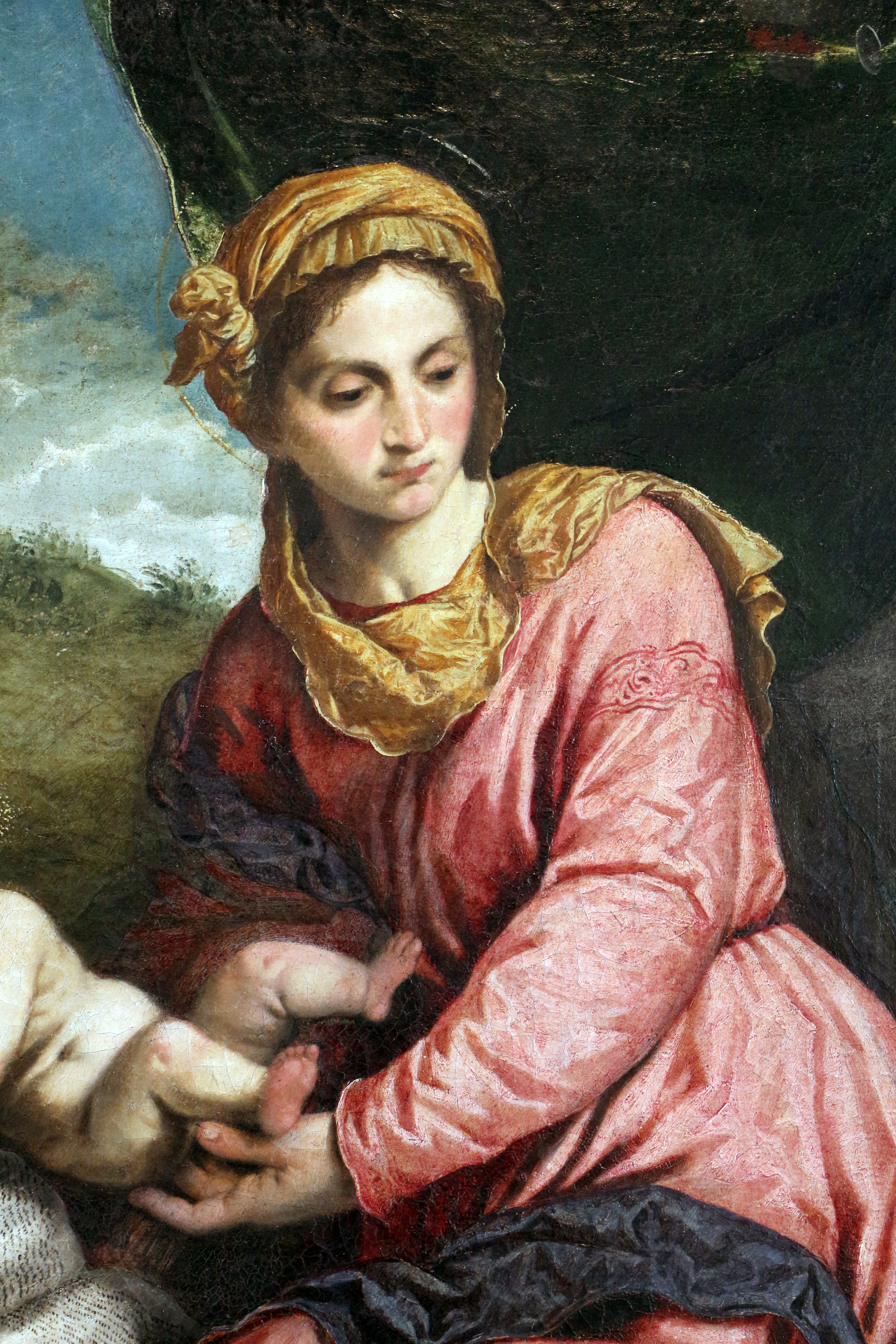
Thronende Madonna mit Kind (Ausschnitt), Paris Bordone
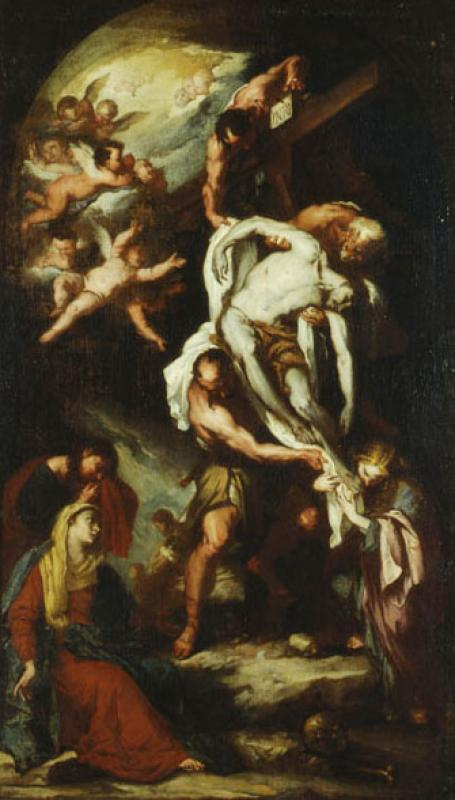
Kreuzabnahme, Luca Giordano
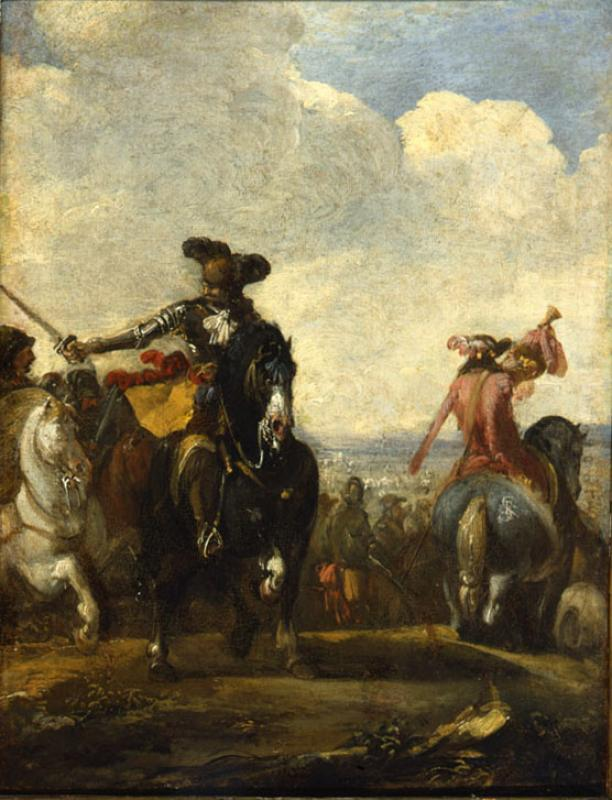
Kavallerie in Bewegung, Salvator Rosa
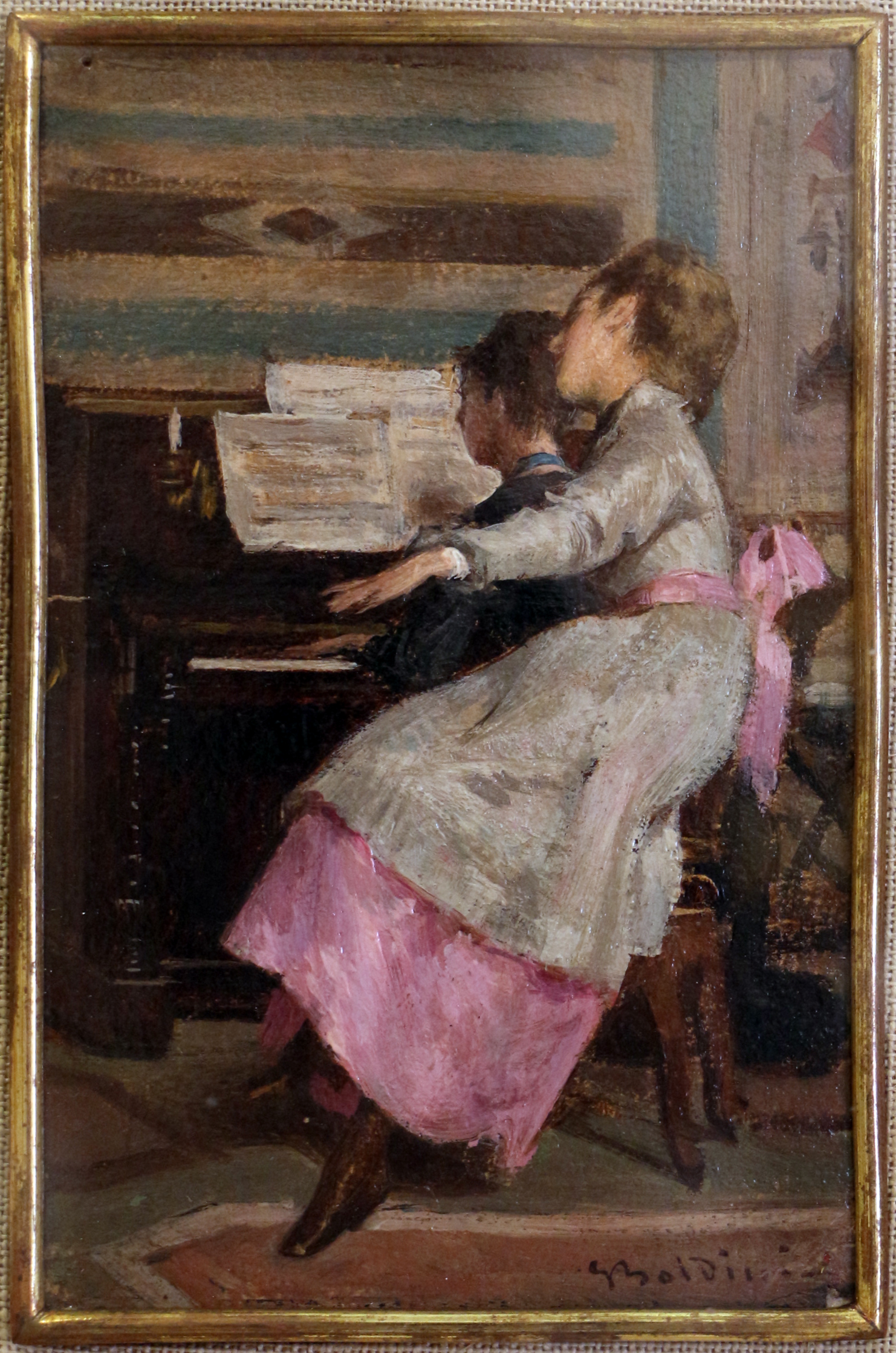
am Piano, Giovanni Boldini